# CNN Airport
CNN Airport est un réseau de télévision par satellite appartenant à WarnerMedia. Le service diffuse des nouvelles générales, des mises à jour météorologiques, des mises à jour sur le marché boursier, des divertissements et du contenu de voyage pour les aéroports d'Amérique du Nord. La direction fondatrice est dirigée par Jon Petrovich et Scott Weiss. Deborah Cooper en est le vice-président - directeur général du début à la fin.
Le réseau a d'abord été testé du 3 juin au 14 juillet 1991 à l'aéroport international Dallas-Fort Worth, à l'aéroport international Hartsfield-Atlanta et à l'aéroport international O'Hare et fait officiellement ses débuts le 20 janvier 1992 en tant que CNN Airport Network. Il est affiché dans 47 aéroports aux États-Unis, sur des téléviseurs situés dans les portes et les zones d'embarquement.
Le 12 janvier 2021, le président de CNN Jeff Zucker annonce que CNN Airport fermera d'ici la fin du mois de mars.

## Diffusion
CNN Airport Network était diffusé dans 47 aéroports des États-Unis. CNN Airport alternait entre la CNN en direct et la programmation HLN. Il diffusait également d'autres programmes météorologiques, commerciaux et touristiques conçus pour les voyageurs aériens, des jeux NFL en direct, y compris les séries éliminatoires et le Super Bowl, les jeux complets de la NBA, y compris les séries éliminatoires, les jeux complets du tournoi de basket masculin NCAA, et les jeux complets de post-saison MLB.
CNN Airport diffusait 24 heures par jour, sept jours sur sept, avec une équipe technique et rédactionnelle 24 heures sur 24. Parce qu'il diffusait dans les zones d'attente publiques, CNN Airport ne diffusait pas la couverture vidéo graphique d'accidents ou d'incidents aériens commerciaux, sauf si l'incident impliquait une urgence nationale ou une menace pour la sécurité. CNN Airport censurait également des programmes sexuellement explicites ou représentent une violence graphique.
Le 12 janvier 2021, CNN a annoncé que CNN Airport cesserait ses activités le 31 mars en raison de la réduction des voyages aériens pendant la pandémie COVID-19 et de l'accessibilité des appareils personnels.

## Références

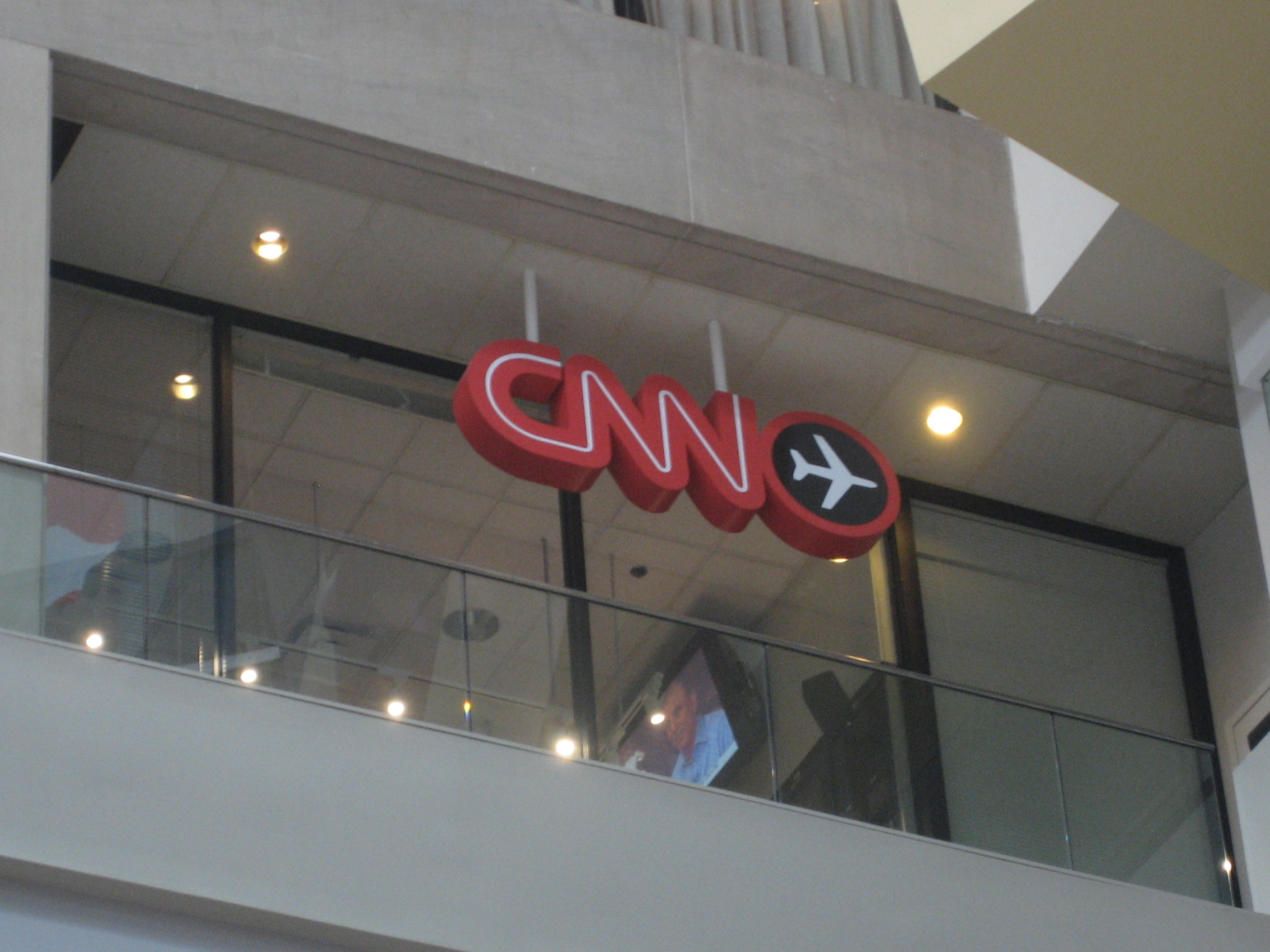
Salle de contrôle du réseau de l'aéroport CNN au CNN Center à Atlanta, en Géorgie.